# 瀋大高速道路
瀋大高速道路（しんだいこうそくどうろ、簡体字: 沈大高速公路）は、遼寧省の瀋陽市から大連市甘井子区南関嶺までの8車線（片側4車線）の中国国内第一級の高速道路で、全長375km。1984年6月27日竣工、1990年8月20日に全線開通。当時は4車線であったが、2002年5月28日から8車線化工事を開始し、2004年8月29日に8車線の高速道路となり、最高速度は乗用車120km/h、バス、トラック110km/hとなる。1日の最大通行許容量は15万台。サービスエリアは、三十里堡服務区など7箇所がある。
2010年4月30日から「G15瀋海高速道路」（沈海高速公路）の一部と名称変更し、将来は山東省煙台港との渤海海峡通道を整備・連結させるなどをして、海南省・海口まで繋げる予定である。 
- 瀋大高速道路（大連雑学事典）
- 高速道路のマナー標識

瀋陽（金宝台分岐）-蘇家屯IC-十里河IC-灯塔IC-井泉SA-下王家IC-遼陽IC-遼陽南IC-鞍山IC-騰鱉IC-甘泉SA-海城IC-西柳IC-盤海高速JCT-虎荘IC-盤営高速分岐JCT-営口IC-営口南IC-西海SA-蓋州IC-沙崗IC-鮁魚圏-熊岳IC（熊岳SA併設）-李官IC-鞠屯IC-復州河SA-瓦房店IC-老虎屯IC-瓦房店IC南-炮台IC-海湾北IC-（海湾大橋）-石河IC-三十里堡IC-三十里堡SA-金州北JCT（大窯湾疏港高速道路JCT）-九里SA-金州IC-金州南JCT（丹大高速道路JCT）-大連料金所（金州南JCTから丹大高速道路）。